# گریگوری شلیخف

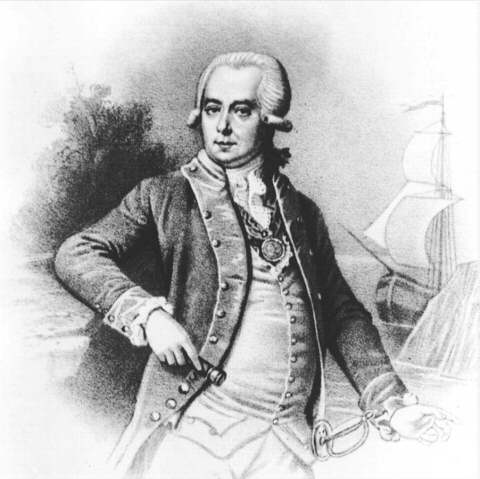
گریگوری شلیخف.

گریگوری ایوانویچ شلیخف(به روسی: Григорий Иванович Шелехов)(زادروز:۱۷۴۷-درگذشت:۲۰ یا ۳۱ ژوئیه ۱۷۹۵)دریانورد و تاجر روسی و متولد ریلسک است.
شلیخف در سال ۱۷۷۵ سفرهای تجاریی را با کشتی‌های تجاری به جزایر کوریل و جزایر الیوتی اغاز کرد. از ۸۶-۱۷۸۳ سفری را به سواحل روسی آمریکا سازمان داد و در آنجا به تأسیس شهرک‌های اولیه دائمی روسیه در شمال امریکا دست زد. سفر شلیخف تحت حمایت شرکتِ شلیخف-گلیکف انجام شد. مالک دیگر شرکت، ایوان لاریونویچ گلیکف بود. این شرکت، بعدها اساس شرکت روسی-آمریکایی شد که در سال ۱۷۹۹ تأسیس گردید.